# FC Maramureș Universitar Baia Mare
FC Maramureș Universitar Baia Mare a fost un club de fotbal din Baia Mare, România, fondat în 2010 și desființat în 2013.

## Istorie
Clubul a fost fondat în 2010 pentru a continua tradiția fotbalului în Baia Mare după dizolvarea clubului FC Baia Mare. În primul sezon de la înființare, FC Maramureș Universitar Baia Mare a reușit să promoveze în Liga a II-a, după ce a câștigat seria a șasea a Ligii a III-a. În sezonul 2011-2012, FC Maramureș Universitar Baia Mare a ocupat locul 11 în seria B a Ligii a II-a. 
După retrogradarea în Liga a III-a din 2013, clubul se desființează definitiv.

## Lotul sezonului 2012-/2013

### Prima echipă
La data de 24 iulie 2012
| Nr. |         | Poziție | Jucător          |
| --- | ------- | ------- | ---------------- |
|     | România | P       | Alexandru Lovasz |
|     | România | P       | Gabriel Danciu   |
|     | România | F       | Dorin Toma       |
|     | Italia  | F       | Emanuele De Rosa |
|     | Franța  | F       | Sydney Faye      |
|     | România | F       | Ciprian Duruș    |
|     | România | F       | Mihai Istrofor   |
|     | România | F       | Marius Hodor     |
|     | România | M       | Petru Negrea     |

| Nr. |         | Poziție | Jucător              |
| --- | ------- | ------- | -------------------- |
|     | România | M       | Răzvan Fritea        |
|     | România | M       | Marian Urs           |
|     | România | M       | Ioan Nicolae Tămîian |
|     | România | A       | Vasile Pop           |
|     | România | A       | Mihai Deac           |
|     | România | A       | Marius Feraru        |

## Palmares
Liga a III-a:
- Câștigători (1): 2010–2011